# الماسیلات
الماسیلات (به انگلیسی: Almasilate) با فرمول شیمیایی Al۲H۶MgO۷Si۲+۸ یک ترکیب شیمیایی است. که جرم مولی آن ۲۵۲٫۴۸۲۵۱۶ g/mol می‌باشد. 